# Yébleron
Yébleron è un comune francese di 1 395 abitanti situato nel dipartimento della Senna Marittima nella regione della Normandia.

## Società

### Evoluzione demografica
Abitanti censiti